# Taaldidactiek
Taaldidactiek is het onderdeel van de didactiek dat specifiek de methoden beschrijft waarmee taal kan worden onderwezen. Naast de onderwijsmethoden komt in de taaldidactiek ook het leerproces van de leerling aan de orde. De onderwezen taalvaardigheden betreffen het luisteren, spreken, lezen en schrijven in de moedertaal, of in een vreemde taal. 
Lezen en schrijven worden onderverdeeld in verschillende, elkaar in het leerproces opvolgende, deel-taalvaardigheden. Dat zijn achtereenvolgens: voorbereidend lezen en schrijven ("ontluikende geletterdheid"), aanvankelijk lezen en schrijven, technisch lezen, begrijpend lezen en gevorderd schrijven. Ook uitbreiding van de woordenschat en grammatica komen aan de orde. Over het aanleren van met name de grammatica bestaan verschillende didactische opvattingen.
Naast boeken besteden ook verschillende tijdschriften aandacht aan het onderwijzen van taal. Taaldidactiek gaat, naast een algemene insteek, ook in op specifiekere problemen bij taalverwerving, zoals het leren lezen en schrijven in een latere levensfase, spraakproblemen of Nederlands voor anderstaligen.

## Ontluikende geletterdheid
Ontluikende geletterdheid (Engels: emergent literacy) is een overkoepelende term voor alle leeractiviteiten voorafgaand aan het daadwerkelijk kunnen lezen en schrijven, specifiek voor 2,5- tot 6-jarige kinderen.
De term 'ontluikende geletterdheid' verwijst naar de pedagogische insteek, dat het leren lezen en schrijven geen gestuurd maar een ontwikkelingsproces is.
Vroeger werd er gesproken van 'voorbereidend lezen en schrijven'. Hiermee werd het afzonderlijk inoefenen van lees- en schrijfvaardigheden middels een systematische en geordende aanpak bedoeld. De hieraan verbonden risico's zijn het verliezen van leermotivatie en het ontwikkelen van faalangst.